# Wibke Meister
Wibke Meister, née le 12 mars 1995, est une footballeuse allemande, championne d'Europe U17 et championne du monde U20, qui joue au poste de défenseur.

## Biographie

### En club
Wibke Meister grandi sur l'île de Rügen, et rejoint le 1. FFC Turbine Potsdam en 2010. Lors de sa première saison à Potsdam, elle remporte le championnat d'Allemagne avec les Juniors B. Lors de la saison suivante, elle rejoint l'équipe B et remporte le 2. Frauen-Bundesliga Nord. Pour la saison 2012/13, tout en restant avec la réserve, elle est incluse dans l'équipe première et réalise ses débuts en Bundesliga le 2 septembre 2012, lors d'une victoire 9-1 face au VfL Sindelfingen. Résistante et combattante, elle surmonte deux graves blessures au genou en 2015 et 2017. Entre ses deux blessures elle prolonge son contrat avec le club brandebourgeois.
Lors de l'été 2019, elle quitte l'Allemagne et déménage au Portugal, afin de jouer pour les "Lionnes" du Sporting Portugal. Après une saison tronquée due au COVID19, elle prolonge son contrat d'une saison avec le club de Lisbonne.

### En sélection nationale
Avec l'équipe nationale U17, elle participe au championne d'Europe U17, qui se déroule en Suisse du 26 au 29 juin 2012, elle dispute tous les matchs du tournoi et remporte la finale contre l'équipe de France.
Avec l'équipe d'Allemagne des moins de 20 ans, elle participe à la Coupe du monde des moins de 20 ans en 2014. Lors du mondial junior organisé au Canada, elle joue trois matchs.
Elle marque son seul but sous les différents maillots de la sélection allemande, face à la France lors d'un match de préparation pour la Coupe du Monde U20, le 5 juillet 2014.

## Statistiques

### En club
| Saison                | Club                     | Championnat               | Championnat | Championnat | Coupe(s) nationale(s) | Coupe(s) nationale(s) | Compétition(s) continentale(s) | Compétition(s) continentale(s) | Compétition(s) continentale(s) | Sélection | Sélection | Sélection | Total | Total |
| Saison                | Club                     | Division                  | M.          | B.          | M.                    | B.                    | Comp.                          | M.                             | B.                             | Équipe    | M.        | B.        | M.    | B.    |
| 2011-2012             | 1. FFC Turbine Potsdam B | 2. Frauen-Bundesliga Nord | 0           | 0           | 0                     | 0                     | 0                              | 0                              | 0                              | U17       | 6         | 0         | 6     | 0     |
| 2012-2013             | 1. FFC Turbine Potsdam   | 1. Frauen-Bundesliga      | 3           | 0           | 0                     | 0                     | LDC                            | 1                              | 0                              | U17 & U19 | 11        | 0         | 15    | 0     |
| 2012-2013             | 1. FFC Turbine Potsdam B | 2. Frauen-Bundesliga Nord | 13          | 1           | 0                     | 0                     | 0                              | 0                              | 0                              | -         | 0         | 0         | 13    | 1     |
| 2013-2014             | 1. FFC Turbine Potsdam   | 1. Frauen-Bundesliga      | 1           | 0           | 0                     | 0                     | -                              | 0                              | 0                              | U19 & U20 | 9         | 1         | 10    | 1     |
| 2013-2014             | 1. FFC Turbine Potsdam B | 2. Frauen-Bundesliga Nord | 16          | 7           | 0                     | 0                     | 0                              | 0                              | 0                              | -         | 0         | 0         | 16    | 7     |
| 2014-2015             | 1. FFC Turbine Potsdam   | 1. Frauen-Bundesliga      | 0           | 0           | 1                     | 0                     | -                              | 0                              | 0                              | U20       | 3         | 0         | 4     | 0     |
| 2014-2015             | 1. FFC Turbine Potsdam B | 2. Frauen-Bundesliga Nord | 5           | 0           | 0                     | 0                     | 0                              | 0                              | 0                              | -         | 0         | 0         | 5     | 0     |
| 2015-2016             | 1. FFC Turbine Potsdam   | 1. Frauen-Bundesliga      | 15          | 0           | 2                     | 0                     | -                              | 0                              | 0                              | -         | 0         | 0         | 17    | 0     |
| 2015-2016             | 1. FFC Turbine Potsdam B | 2. Frauen-Bundesliga Nord | 3           | 2           | 0                     | 0                     | 0                              | 0                              | 0                              | -         | 0         | 0         | 3     | 2     |
| 2016-2017             | 1. FFC Turbine Potsdam   | 1. Frauen-Bundesliga      | 14          | 1           | 1                     | 0                     | -                              | 0                              | 0                              | -         | 0         | 0         | 15    | 1     |
| 2017-2018             | 1. FFC Turbine Potsdam   | 1. Frauen-Bundesliga      | 6           | 2           | 1                     | 0                     | -                              | 0                              | 0                              | -         | 0         | 0         | 7     | 2     |
| 2017-2018             | 1. FFC Turbine Potsdam B | 2. Frauen-Bundesliga Nord | 3           | 0           | 0                     | 0                     | 0                              | 0                              | 0                              | -         | 0         | 0         | 3     | 0     |
| 2018-2019             | 1. FFC Turbine Potsdam   | 1. Frauen-Bundesliga      | 6           | 0           | 1                     | 0                     | -                              | 0                              | 0                              | -         | 0         | 0         | 7     | 0     |
| 2018-2019             | 1. FFC Turbine Potsdam B | 2. Frauen-Bundesliga      | 5           | 0           | 0                     | 0                     | 0                              | 0                              | 0                              | -         | 0         | 0         | 5     | 0     |
| Sous-total            | Sous-total               | Sous-total                | 90          | 13          | 6                     | 0                     | -                              | 1                              | 0                              | -         | 29        | 1         | 126   | 14    |
| 2019-2020             | Sporting CP              | Liga BPI                  | 11          | 0           | 3                     | 0                     | -                              | 0                              | 0                              | -         | 0         | 0         | 14    | 0     |
| 2020-2021             | Sporting CP              | Liga BPI                  | 6           | 0           | 0                     | 0                     | -                              | 0                              | 0                              | -         | 0         | 0         | 6     | 0     |
| Sous-total            | Sous-total               | Sous-total                | 17          | 0           | 3                     | 0                     | -                              | 0                              | 0                              | -         | 0         | 0         | 20    | 0     |
| Total sur la carrière | Total sur la carrière    | Total sur la carrière     | 107         | 13          | 9                     | 0                     | -                              | 1                              | 0                              | -         | 29        | 1         | 146   | 14    |

Statistiques actualisées le 27 février 2021

#### Matchs disputés en coupes continentales
| Matchs | Date              | Stade                    | Adversaire  | Résultat | Minutes | Compétition         | Buts | Tour                | Club                   |
| ------ | ----------------- | ------------------------ | ----------- | -------- | ------- | ------------------- | ---- | ------------------- | ---------------------- |
| 1      | 1er novembre 2012 | Meadow Park, Borehamwood | Arsenal LFC | 2 – 1    | 20 min  | Ligue des champions | 0    | Huitièmes de finale | 1. FFC Turbine Potsdam |

### En sélection nationale
| Matches officiels de Wibke Meister en sélections allemandes | Matches officiels de Wibke Meister en sélections allemandes | Matches officiels de Wibke Meister en sélections allemandes | Matches officiels de Wibke Meister en sélections allemandes | Matches officiels de Wibke Meister en sélections allemandes |
| Club                                                        | V.                                                          | N.                                                          | D.                                                          | Buts                                                        |
| ----------------------------------------------------------- | ----------------------------------------------------------- | ----------------------------------------------------------- | ----------------------------------------------------------- | ----------------------------------------------------------- |
| Allemagne U16 (4 matchs: 12.12 %)                           | 2 (50.00 %)                                                 | 1 (25.00 %)                                                 | 1 (25.00 %)                                                 | 0 (00.00 %)                                                 |
| Allemagne U17 (12 matchs: 36.36 %)                          | 6 (50.00 %)                                                 | 3 (25.00 %)                                                 | 3 (25.00 %)                                                 | 0 (00.00 %)                                                 |
| Allemagne U19 (10 matchs: 30.30 %)                          | 9 (90.00 %)                                                 | 0 (00.00 %)                                                 | 1 (10.00 %)                                                 | 1 (100.00 %)                                                |
| Allemagne U20 (7 matchs: 21.22 %)                           | 6 (85.71 %)                                                 | 1 (14.29 %)                                                 | 0 (00.00 %)                                                 | 0 (00.00 %)                                                 |
| Total                                                       | 23 (69.70 %)                                                | 5 (15.15 %)                                                 | 5 (15.15 %)                                                 | 1                                                           |

## Palmarès

### Avec leAllemagne -17 ans
- Vainqueur du championnat d'Europe des moins de 17 ans en 2012.

### Avec leAllemagne -19 ans
- Vainqueur de la Coupe du monde des moins de 20 ans en 2014.

### Avec le1. FFC Turbine PotsdamU17
- Vainqueur du Championnat d'Allemagne U17 en 2010-11.

### Avec le1. FFC Turbine Potsdam
- Vainqueur de la DFB-Hallenpokal en 2013 et 2014.
- Vice championne du Championnat d'Allemagne en 2012-13.
- Finaliste de la Coupe d'Allemagne en 2012-13 et 2014-15.

### Avec le1. FFC Turbine PotsdamB
- Vainqueur du Championnat d'Allemagne de deuxième division Nord en 2011-12 et 2013-14.

### Avec leSporting CP
- Vice championne du Championnat du Portugal en 2019-20.